# Verzé

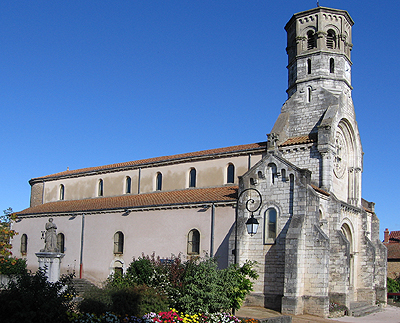
Kerk

Verzé is een gemeente in het Franse departement Saône-et-Loire (regio Bourgogne-Franche-Comté) en telt 638 inwoners (1999). De plaats maakt deel uit van het arrondissement Mâcon.

## Geografie
De oppervlakte van Verzé bedraagt 19,8 km², de bevolkingsdichtheid is 32,2 inwoners per km².
De onderstaande kaart toont de ligging van Verzé met de belangrijkste infrastructuur en aangrenzende gemeenten.

## Demografie
Onderstaande figuur toont het verloop van het inwonertal (bron: INSEE-tellingen).